# 256
256（二百五十六、にひゃくごじゅうろく）は、自然数また整数において、255の次で257の前の数である。

## 性質
- 256は合成数であり、約数は1, 2, 4, 8, 16, 32, 64, 128, 256である。
  - 約数の和は511。
    - 約数の和が奇数になる27番目の数である。1つ前は242、次は288。

  - 約数を9個もつ5番目の数である。1つ前は225、次は441。
- 256 = 162
  - 16番目の平方数である。1つ前は225、次は289。
  - n = 2 のときの 16n の値とみたとき1つ前は16、次は4096。
- 256 = 44
  - 4番目の4乗数 (二重平方数) である。1つ前は81、次は625。
  - n = 4 のときの 4n の値とみたとき1つ前は64、次は1024。
  - n = 4 のときの nn の値とみたとき1つ前は27、次は3125。
- 256 = 28
  - 2番目の8乗数である。1つ前は1、次は6561。
  - 8番目の2の累乗数である。1つ前は128、次は512。
- 256 = (2 × 8)2
  - n = 8 のときの (2n)2 の値とみたとき1つ前は196、次は324。(オンライン整数列大辞典の数列 A016742)
  - n = 2 のときの (8n)2 の値とみたとき1つ前は64、次は576。(オンライン整数列大辞典の数列 A017066)
- 256 = (4 × 4)2
  - n = 4 のときの (4n)2 の値とみたとき1つ前は144、次は400。(オンライン整数列大辞典の数列 A016802)
  - 十六進法では100(16)になる。
    - これより十六進法の0.01(16)は、十進分数では1/256になる。
- 256 = (2 × 2)4
  - n = 2 のときの (2n)4 の値とみたとき1つ前は16、次は1296。(オンライン整数列大辞典の数列 A016744)
- 256 = 4 × 43
  - n = 4 のときの 4n 3 の値とみたとき1つ前は108、次は500。(オンライン整数列大辞典の数列 A033430)
- 256 = 43 + 43 + 43 + 43
  - 4つの正の数の立方数の和で表せる57番目の数である。1つ前は254、次は259。(オンライン整数列大辞典の数列 A003327)
- 256 = 24（テトレーション） =  4↑↑2（クヌースの矢印表記）
  - n = 4 のときの2 n の値とみたとき1つ前は27、次は3125。
  - n = 2 のときのn 4 の値とみたとき1つ前は4、次は1340780792…(155桁)…9006084096（2512）。(オンライン整数列大辞典の数列 A114561)
- 256 = 223
  - n = 3 のときの22nの値とみたとき1つ前は16、次は65536。
- 256 = 24 × 42
  - n = 4 のときの 2n × n 2 とみたとき1つ前は72、次は800。(オンライン整数列大辞典の数列 A007758)
- 256 = 28 × 30
  - 2i × 3 j (i ≧ 0, j ≧ 0) の形で表せる28番目の数である。1つ前は243、次は288。(オンライン整数列大辞典の数列 A003586)
- 2562 + 1 = 65537 であり、n 2 + 1 が素数になる43番目の数である。1つ前は250、次は260。
  - この数は224 + 1であり、フェルマー素数である。
- 256 = 100 + 156 = (13 + 23 + 33 + 43) + (50 + 51 + 52 + 53)
- 1/256 = 0.00390625
  - 2− n を小数で表すと、小数点以下 n 桁の有限小数になる。1/256は2−8なので、小数第八位の数になる。
  - 逆数が有限小数になる20番目の数である。1つ前は250、次は320。(オンライン整数列大辞典の数列 A003592)
- 各位の立方和が349になる最小の数である。次は265。(オンライン整数列大辞典の数列 A055012)
  - 各位の立方和が n になる最小の数である。1つ前の348は111117、次の350は1256。(オンライン整数列大辞典の数列 A165370)
- 完全数33550336の約数である。
  - 完全数の約数とみたとき20番目の数である。1つ前は254、次は496。(オンライン整数列大辞典の数列 A096360)
- 256 = 202 − 144
  - n = 20 のときの n 2 − 122 の値とみたとき1つ前は217、次は297。(オンライン整数列大辞典の数列 A132766)
- 円周上に異なる10個の点をとってそれぞれを結んだとき256個の領域に分けることができる。1つ前の9点は163、次の11点は386。(オンライン整数列大辞典の数列 A000127)
  - この数は n = 10 のときの n4 − 6n3 + 23n2 − 18n + 24/24 の値である。
- 約数の和が256になる数は1個ある。(217) 約数の和1個で表せる53番目の数である。1つ前は255、次は258。
- 各位の和が13になる17番目の数である。1つ前は247、次は265。

## その他 256 に関連すること
- 西暦256年
- 紀元前256年
- 情報処理ではデータを8ビット（1バイト）単位で処理をすることが多い。8ビットで表現できるデータの数は256種類である。このため256と言う数字は頻繁に出現するため、会話等では語を縮めて「にごろ」と発音されることもある。また、年始から数えて256日目の9月13日（閏年の場合は9月12日）はプログラマーの日である。
- 8ビットカラーは256色である。
- HTML標準に於ける、RGB各色の取り得る階調段数である。なお、総色数は2563 = 16777216色。
- 第256代ローマ教皇はレオ13世（在位：1878年2月20日～1903年7月20日）である。
- アーケードゲーム・コンピューターゲームゼビウスシリーズに登場する空中障害物（敵キャラ）・バキュラに対して、ソルバルウの弾を256発当てると破壊できるという噂がまことしやかに語られていた。『ゼビウス』の続編・『スーパーゼビウス ガンプの謎』では破壊することができるようになった。
- ゲーム『スーパーマリオブラザーズ』内で「256ワールド」と呼ばれたバグが存在する。
- 李青曇が世界最高記録で256歳で亡くなる。
- UFC 256
- 256QAM
- PAC-MAN 256
- CAST-256
- 256空
- 256号線 (チェコ)